# Robert Hamilton, 1. Baronet (of Silverton Hill)
Sir Robert Hamilton, 1. Baronet (* vor 1631; † 1670) war ein schottischer Adliger und Politiker.
Er war der Sohn und Erbe des Edward Hamilton († 1649), Laird von Balgray und Silvertonhill, aus dessen Ehe mit Margaret Mure.
Er war Abgeordneter im schottischen Parlament für den Wahlbezirk Lanark.
Wegen finanzieller Schwierigkeiten verkaufte er aus seinen Ländereien den Ort Provan an die Stadt Glasgow.
1646 verlieh ihm König Karl I. in der Baronetage of Nova Scotia den erbliche Adelstitel eines Baronet, of Silvertonhill in the County of Lanark. Scheinbar aufgrund der Wirren des Bürgerkrieges wurde die Verleihung damals nicht im amtlichen Generalregister verzeichnet.
Er heiratete Anne Hamilton, Tochter des John Hamilton, 1. Lord Belhaven and Stenton. Mit ihr hatte er sechs Kinder:
- Colonel Sir Robert Hamilton, 2. Baronet († 1708);
- Margaret Hamilton († 1717) ⚭ John Hamilton, 2. Lord Belhaven and Stenton;
- Thomas Hamilton;
- Elizabeth Hamilton ⚭ Captain John Livingstone;
- Anne Hamilton ⚭ Sir William Craigie of Garnie;
- Mary Hamilton.